# Ферард, Элизабет
Эли́забет Кэ́трин Фе́рард (англ. Elizabeth Catherine Ferard; 22 февраля 1825, Блумсбери, Лондон, Соединённое Королевство Великобритании и Ирландии — 18 апреля 1883, Сент-Панкрас, Лондон, Соединённое Королевство Великобритании и Ирландии) — первая женщина, посвящённая в сан диакониссы в англиканской церкви, основательница института диаконисс в Церкви Англии. Святая.

## Биография
Родилась 22 февраля 1825 года в Лондоне, в районе Блумсбери. Она была вторым ребёнком в семье солиситора Дэниела Ферарда и его супруги Элизабет, урождённой Клементсон. Ферарды вели происхождение от французских протестантов, эмигрировавших в Великобританию.
В 1858 году, после смерти матери, Ферард совершила поездку в город Кайзерверт, в Прусском королевстве. Здесь находился институт диаконисс, основанный в 1836 году лютеранским пастором Теодором Флиндером. Целью этой организации была подготовка женщин к служению в приходах — медицинскому уходу за больными, преподаванию детям и оказанию помощи бедным членам общества. Ферард поступила в институт диаконисс в Кайзерверте, где обучалась сестринскому делу. Обучение давалось ей с трудом, так как она плохо понимала местный диалект немецкого языка.
По возвращении в Великобританию Ферард некоторое время провела в общине англиканских монахинь в Дитчингеме. Вскоре после этого она решила основать общину диаконисс в Лондоне. Её решение нашло понимание у состоятельного родственника, Томаса Пэлхэма Дейла и нескольких других благотворителей, которые предоставили средства на реализацию проекта. 30 ноября 1861 года в здании на Бартон-Кресент, недалеко от вокзала Кингс-Кросс, по благословению Арчибальда Тэйта, в то время служившего епископом Лондона, был открыт Дом диаконисс в Северном Лондоне. 18 июля 1862 года епископ Тэйт провёл обряд посвящения Ферард, предоставив ей лицензию на служение под номером один. Таким образом, она стала первой женщиной, посвящённой в сан диакониссы в англиканской церкви. Вместе с ней диакониссами стали Эллен Мередит и Анна Уилкокс.
В основанной Ферард общине молитвенная практика сочеталась с уходом за больными в госпиталях, преподаванием в школах и заботой о бедных членах общества. В первые годы диакониссы помогали священникам в местном приходе и трущобах Сомерс-Тауна, отвечали за сестринское дело в Большом северном госпитале и преподавали в местных школах. С 1868 года община стала называться Лондонским епархиальным институтом диаконисс.
Современники оставили свидетельства о Ферард как о человеке волевом, дисциплинированном, с обострённым чувством справедливости, отзывчивым и одновременно сдержанным и очень скромном. Вначале она просила не поручать ей руководство сестричеством, но подчинилась решению большинства. В 1870 году из-за проблем со здоровьем Ферард отошла от руководства организацией. В 1873 году институт переехал в новые здания в Вестбурн-парке, приобретённые на средства благотворителей, и сёстры начали служение в приходе в Ноттинг-Дейл. Сразу после переезда в одном из новых зданий ими был открыт приют для больных бездомных, которых по разным причинам отказывались принимать в госпитали. Число женщин, желающих стать членами сестричества, становилось всё больше, в связи с чем росло и количество приходов, в которых они трудились. 
Отойдя от управления институтом, Ферард возглавила детский приют в Редхилле. Умерла 18 апреля 1883 года в Лондоне, в доме № 16 на площади Фицрой-сквер.

## Память
В 1983 году Лондонский епархиальный институт диаконисс был переименован в Общество диаконисс Святого Андрея, а в 1987 году в Общество Святого Андрея, которое стало англиканским религиозным орденом. В том же году, после того как женщин стали рукополагать в дьяконский сан, институт диаконисс в Церкви Англии был упразднён. В 1994 году три диакониссы, обучавшиеся в институте, основанном Ферард, были рукоположены в священницы, а одна из них в 2015 году стала епископессой. День памяти Элизабет Кэтрин Ферард, внесённой в Календарь святых Церкви Англии, ежегодно отмечается 18 июля, в день её посвящения в диакониссы. Этот же день в англиканской церкви отмечается и как день памяти святой великой княгини Елизаветы, основательницы Марфо-Мариинской обители милосердия в Москве